# Violetta Parisini

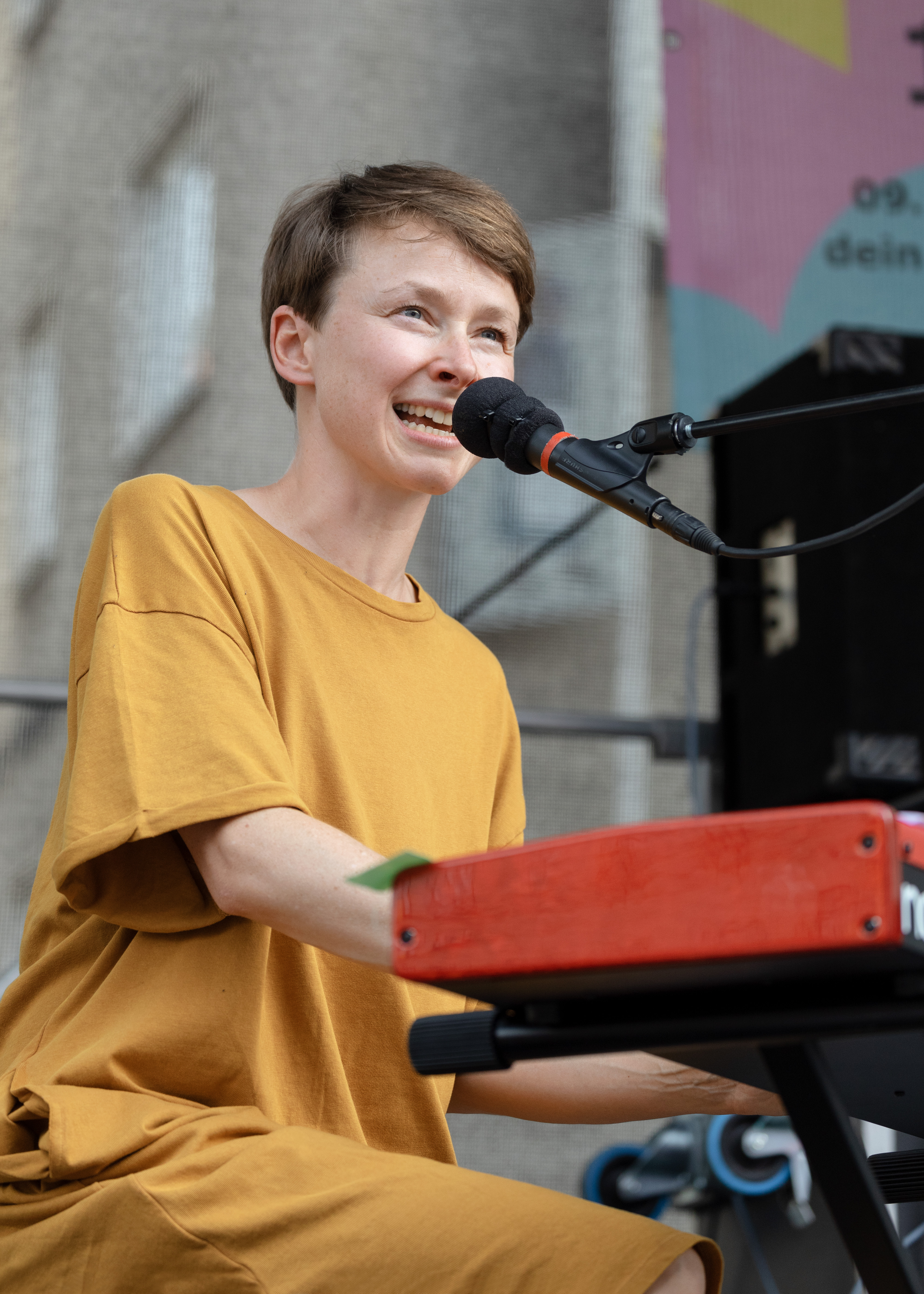
Violetta Parisini (2018)

Violetta Parisini (* 1980 in Wien) ist eine österreichische Singer-Songwriterin. Stilistisch bewegt sie sich, von der elektronischen Musik kommend, im Bereich „unkonventioneller Popmusik“.

## Leben
Parisini wuchs, unterbrochen von einem einjährigen Aufenthalt in Sydney, in Wien-Alsergrund auf, wo sie 2005 auch ihr Studium der Philosophie und der Theaterwissenschaft mit einer Diplomarbeit über Gilles Deleuze und Jim Jarmusch abschloss.
Ihre musikalischen Wurzeln liegen, wie sie erzählt, angefangen von den Mozart-, Beethoven- und Beatles-Platten der Eltern, mehr bei Nina Simone und Ella Fitzgerald als im zeitgenössischen Pop ihrer Kindheit. Während eines Aufenthalts in Bayern kam sie in Kontakt mit elektronischen Musikern, begann zu deren DJ-Sets zu singen und wenig später selbst als DJ und Sängerin in Clubs in Deutschland und Österreich aufzutreten.
Als Sängerin ist sie seit Mitte der 2000er-Jahre in verschiedenen Produktionen zu hören, unter anderem auf dem Album Bodymovement (2004), Stand Still von The24Seven (2009), Aus Prinzip Paranoid auf Tauwetter von Mieze Medusa & tenderboy, Tanz Baby!, Don't Stop Robot mit Struboskop (2011) und Who Can Be Real auf Exhale von Saedi (2011). Mieze Medusa & tenderboy feat. Violetta Parisini gewannen mit Nicht meine Revolution den Protestsongcontest 2007.

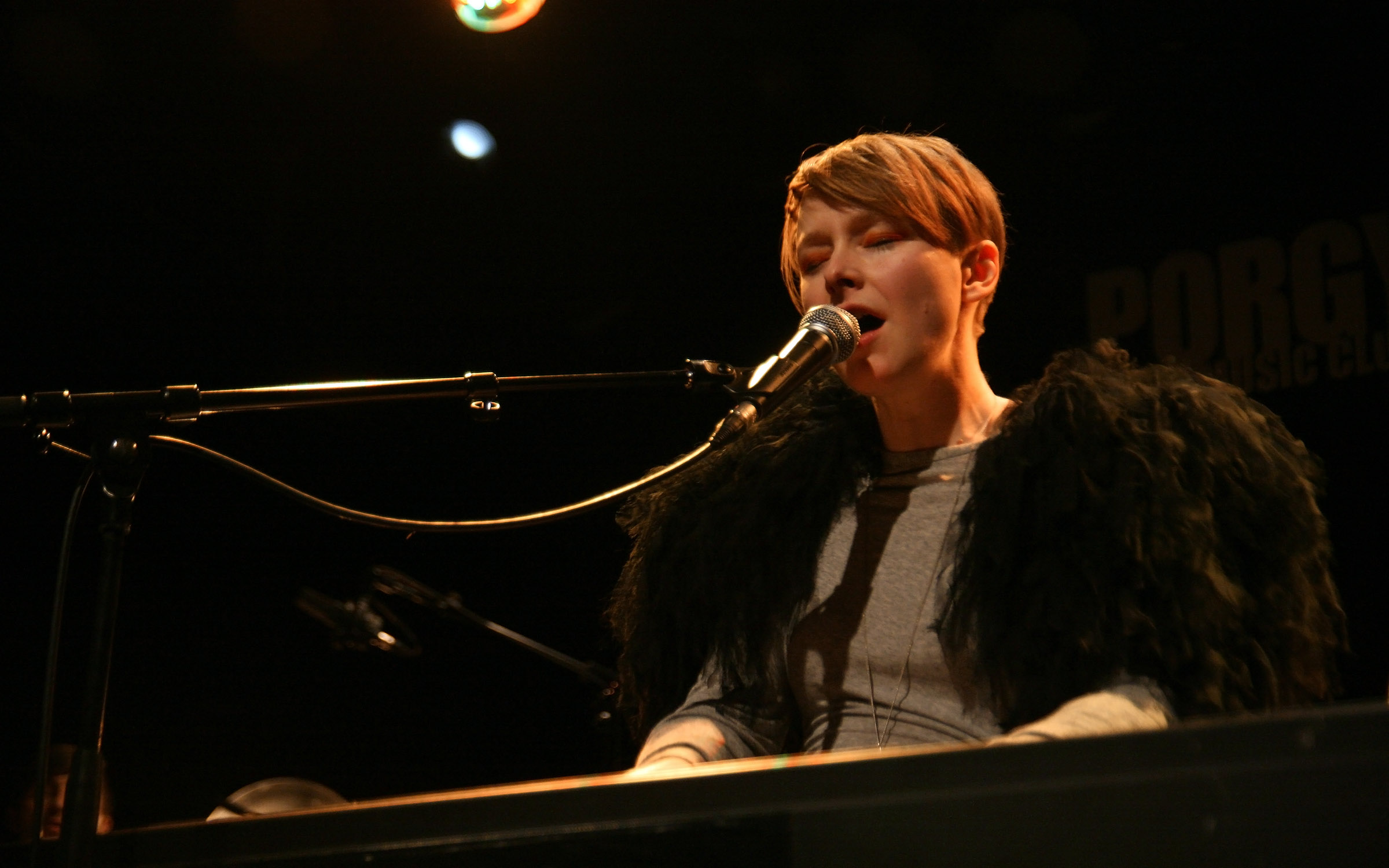
Album-Releasekonzert open secrets (2012)

Mit dem befreundeten Musiker und Produzenten Florian Cojocaru begann die Arbeit an ihrem Debütalbum Giving you my Heart to mend, das am 28. Mai 2010 erschien. Im selben Jahr wurde sie bei den Amadeus Austrian Music Awards 2010 in der Kategorie Pop/Rock und für den FM4-Award nominiert. Es folgten Auftritte im Vorprogramm von Joe Cocker und zahlreiche Konzerte in Österreich und Deutschland, teils mit Band, teils im Duett mit Cojocaru an der Gitarre oder Alex Pohn am Schlagzeug, wobei sie selbst Klavier spielt. Im Herbst 2011 war sie Sängerin bei Slow Club Revisited, einem Band-Projekt, in dem Wolfgang Schlögl und Thomas Rabitsch die Idee ihrer früheren Gruppe The Slow Club nach dem Tod des Sängers Hansi Lang fortführen. Ende des Jahres stellte sie zusammen mit dem Schriftsteller Fabian Burstein in einer musikalischen Lesereihe bei Auftritten in Deutschland und Österreich ihre Musik und seinen Roman Statusmeldung vor. Im Februar 2012 präsentierte Parisini mit einem Konzert im Porgy & Bess ihr zweites Album open secrets. 2014 kuratierte sie gemeinsam mit Wolfgang Schlögl das Programm des Popfest in Wien. Nach längerer Pause veröffentlichte sie im Februar 2020 mit Alles bleibt ihr drittes Album, nun mit deutschsprachigen Texten, und 2022 unter Menschen.

## Diskografie
Alben
- 2010: Giving You my Heart to Mend
- 2012: Open Secrets
- 2020: Alles Bleibt
- 2022: unter Menschen
- 2025: I Used To Have Nothing To Lose But Now I Have You

EPs
- 2010: Stop
- 2010: Faces & People
- 2010: The Blackest Coffee
- 2010: On You
- 2011: Auf den Dächern: Violetta Parisini (live bei tape.tv) (Download-Album)